# Wendel Suckow
Wendel Suckow (Marquette, 11 de abril de 1967) es un deportista estadounidense que compitió en luge en la modalidad individual.
Ganó una medalla de oro en el Campeonato Mundial de Luge de 1993, en la prueba individual. Participó en tres Juegos Olímpicos de Invierno, entre los años 1992 y 1998, ocupando el quinto lugar en Lillehammer 1994 y el sexto en Nagano 1998, en la prueba individual.

## Palmarés internacional
| Campeonato Mundial | Campeonato Mundial | Campeonato Mundial | Campeonato Mundial |
| Año                | Lugar              | Medalla            | Prueba             |
| ------------------ | ------------------ | ------------------ | ------------------ |
| 1993               | Calgary (Canadá)   | Medalla de oro     | Individual         |